# 今夜このまま
「今夜このまま」（こんやこのまま）は、あいみょんのメジャー6枚目のシングル。ワーナーミュージック・ジャパン内のレーベル「unBORDE」から 2018年11月14日に発売された。

## 解説
前作「マリーゴールド」から約3か月ぶりに発表されたシングル。
日本テレビ系 水曜ドラマ「獣になれない私たち」主題歌。ドラマの登場人物たちが出会う場がクラフトビールバーという設定であることから、ビールをイメージした歌詞になっている。
ミュージック・ビデオの監督は前作と同様、山田智和が担当。
2019年11月、ストリーミング再生回数が「マリーゴールド」、「君はロックを聴かない」に続く1億回を突破した。
千葉ロッテマリーンズの佐々木朗希投手が2021年から登場曲として使用している。

## 収録曲
| 全作詞・作曲: あいみょん。 |                                                              |            |            |                        |      |
| #                          | タイトル                                                     | 作詞       | 作曲・編曲 | 編曲                   | 時間 |
| 1.                         | 「今夜このまま」                                             | あいみょん | あいみょん | 近藤隆史、田中ユウスケ | 3:57 |
| 2.                         | 「猫」(2018.10.7 Live at 上野恩賜公園野外ステージ)           | あいみょん | あいみょん |                        | 4:38 |
| 3.                         | 「風のささやき」(2018.10.7 Live at 上野恩賜公園野外ステージ) | あいみょん | あいみょん |                        | 4:24 |

### 楽曲解説
1. 今夜このまま
2. 猫
3. 風のささやき